# Przełomy Pełcznicy pod Książem
Przełomy Pełcznicy pod Książem este o arie protejată (sit de importanță comunitară — SCI) din Polonia întinsă pe o suprafață de 246,06 ha, integral pe uscat.

## Localizare
Centrul sitului Przełomy Pełcznicy pod Książem este situat la coordonatele 50°50′27″N 16°17′12″E / 50.8407°N 16.2866°E.

## Înființare
Situl Przełomy Pełcznicy pod Książem a fost declarat sit de importanță comunitară în martie 2007 pentru a proteja 4 specii de animale.

## Biodiversitate
Situată în ecoregiunea continentală, aria protejată conține 12 habitate naturale: Păduri stepice euro-siberiene cu Quercus spp., Pante stâncoase silicioase cu vegetație casmofită, Roci stâncoase cu vegetație pionieră de Sedo-Scleranthion sau Sedo albi-Veronicion dillenii, Păduri de fag Luzulo-Fagetum, Păduri de stejar și carpen Galio-Carpinetum, Păduri pe pante, grohotișuri și ravene de Tilio-Acerion, Păduri acidofile de stejar bătrân cu Quercus robur pe câmpii nisipoase, Păduri aluvionare cu Alnus glutinosa și Fraxinus excelsior (Alno-Padion, Alnion incanae, Salicion albae), Pajiști panonice carstice (Stipo-Festucetalia pallentis), Liziere de ierburi înalte hidrofile de câmpie și de nivel montan până la alpin, Fânețe de joasă altitudine (Alopecurus pratensis, Sanguisorba officinalis), Grohotișuri silicioase medio-europene, la altitudine înaltă.
La baza desemnării sitului se află mai multe specii protejate de  mamifere (4): liliac cârn (Barbastella barbastellus), vidră de râu (Lutra lutra), liliac cu urechi mari (Myotis bechsteinii), liliac comun (Myotis myotis).